# Sakor Rodet
Sakor Rodet (ur. 3 września 1967) – czadyjski judoka, uczestnik Letnich Igrzysk Olimpijskich 1992.
Na igrzyskach w Barcelonie startował w kategorii wagowej do 65 kilogramów. Odpadł w 1/32 finału (czyli w pierwszej walce), a jego pogromcą był Jorge Steffano z Urugwaju (Rodet został pokonany przez ippon).